# The Legend of Zelda: Phantom Hourglass
The Legend of Zelda: Phantom Hourglass (jap. ゼルダの伝説 夢幻の砂時計, Zeruda no Densetsu: Mugen no Sunadokei, wörtlich: Die Legende von Zelda: Sanduhr der Visionen) ist ein Videospiel von Nintendo für die portable Konsole Nintendo DS. Es wurde am 23. Juni 2007 in Japan veröffentlicht und erschien am 19. Oktober 2007 im europäischen Raum. Es verkaufte sich mehr als 4,6 Millionen Mal.
Phantom Hourglass ist nach  Link’s Awakening der zweite  Zelda-Titel für eine Handheld-Konsole, der innerhalb von Nintendo entwickelt wurde, und das erste Zelda-Spiel für den DS. Inhaltlich und visuell lehnt der Titel an das GameCube-Spiel The Wind Waker an.

## Handlung
Die Handlung ist nach den Ereignissen in The Wind Waker angesiedelt. Der Protagonist Link (der Name ist frei wählbar) ist mit der Piratenkapitänin Tetra (später Prinzessin Zelda) und ihrer Mannschaft auf hoher See unterwegs. Auf ihrer Reise geraten sie in einen Nebel und treffen auf ein Geisterschiff. Tetra sieht sich das Schiff genauer an und wird entführt. Als Link ihr auf das Schiff folgt, um sie zu retten, fällt er jedoch ins Meer. Als er auf einer Insel wieder erwacht, wird er dort von der Fee Ciela und ihrem Großvater gefunden. Von ihm erfährt Link, dass er die drei Lichtgeister des Meereskönigs und zwar die der Kraft, der Weisheit und des Mutes finden muss, um Tetra zu befreien.
Um die drei Geister zu finden, muss er zwei Seekarten aus dem Tempel des Meereskönigs finden. Beim Betreten des Tempels kann er Kapitän Linebeck retten, der ihm fortan sein Boot zur Verfügung stellt. Da der Tempel allerdings verflucht ist, und jedem, der ihn betritt, nach und nach Lebensenergie aussaugt, benötigt Link die Kraft der Phantomsanduhr (engl. Phantom Hourglass). Mit ihr kann Link sich eine Zeit lang (anfangs zehn Minuten, bis 25 Minuten erweiterbar) im Tempel aufhalten, ohne dass ihm Energie abgezogen wird. Nach jedem erfolgreichen Bosskampf wird die Uhr um zwei Minuten erweitert. Mit der Kraft der Geister gelingt es ihm schließlich Tetra zu befreien – allerdings ist diese versteinert. Cielas Großvater gibt seine wahre Identität als König der Meere preis und Link erfährt von ihm, dass er das Monster Bellamu töten muss, um Tetra zurückzuverwandeln. Aber um Bellamu überhaupt verletzen zu können, benötigt er das legendäre Phantomschwert. Der Schmied Sauz kann das Phantomschwert schmieden, benötigt allerdings drei Stähle, die den drei Völkern – der Schalachstahl den Goronen, der Azurstahl den Anouki und der Smaragdstahl einem alten heiligen Volk – überlassen wurden und auf neuen Inseln gefunden werden müssen.
Nachdem Link die drei Stähle gefunden hat (hierzu benötigt er die anderen beiden Seekarten aus dem Tempel des Meereskönigs) und Sauz das Schwert geschmiedet hat, macht sich Link zur finalen Begegnung mit Bellamu tief im Tempel des Meereskönigs auf. Nachdem Bellamu (scheinbar) besiegt wurde, stürzt die Höhle, in der der Kampf stattgefunden hat, ein. Cielas Großvater kann Link in letzter Sekunde auf Linebecks Schiff teleportieren, und mit seiner neu gewonnenen Kraft Tetra ins Leben zurückholen. Plötzlich taucht jedoch Bellamu wieder auf und entführt Tetra auf das Geisterschiff. Link und Linebeck können das Schiff durch Beschuss zum Kentern bringen und gehen an Bord. Bellamu greift Linebeck an und verwandelt ihn in einen Phantom-Ritter. Nachdem Link ihn (und damit auch Bellamu) besiegt hat, sind Linebeck und Tetra wieder frei.
Im Abspann stellt sich heraus, dass Link und Tetra in einer Art Parallelwelt waren, und in der echten Welt nur zehn Minuten vergangen sind. Als Link am Horizont Linebecks Schiff sieht, weiß er, dass sein Abenteuer kein Traum war.

## Spielmechanik
Das Spiel wird nahezu vollständig über den Touchscreen des Nintendo DS bedient. Ähnlich wie in Twilight Princess (Wii) fungiert eine kleine Fee als Cursor für den Eingabestift (Touchpen). Die Spielerfigur Link folgt dem Cursor selbstständig. Schwerthiebe werden durch das Antippen oder das Streichen über einen Gegner ausgelöst. Für Gebrauchsgegenstände (Items) wie den Bumerang oder laufende Bomben (Krabbelminen) können mit dem Touchpen Bewegungsbahnen gezeichnet werden. Auf dem zweiten Bildschirm, oberhalb des Touchscreens, wird eine Karte angezeigt, die bei Bedarf auf den Touchscreen geholt und mit Notizen versehen werden kann. Analog wird auf der Seekarte mit dieser Möglichkeit die Fahrt-Route bestimmt. Das Schiff ist (im späteren Spielverlauf) mit einer kleinen Bordkanone für Kämpfe auf See, einem Greifarm zum Bergen von Schätzen und einem magischen Kompass zum schnelleren Reisen (durch Warpen) über das Meer ausgestattet. Zudem kann man vom Schiff aus Fische angeln, wenn man die Angel bekommen hat und in einem dafür durch einen Fisch markiertem Gebiet des Meeres ist.
Im Spiel kommen sieben thematisch unterschiedliche Dungeons vor, die der Spieler meistern muss.
Ein Dungeon (der Tempel des Meereskönigs), der erst nach und nach erforscht werden kann, lehnt an eine Nebenaufgabe in Twilight Princess an. In ihm findet Link die nötigen Seekarten, um etwa die drei Geister oder die drei Stähle zu finden. Der Tempel ist auf 14 Stockwerke aufgeteilt, je weiter Link in seinem Abenteuer fortschreitet, desto tiefer kann er in den Tempel vorstoßen.
Der Tempel ist mit einem Fluch belegt, sodass während des Aufenthalts Lebensenergie ausgesaugt wird. Mit Erhalt der Phantomsanduhr wird man für eine begrenzte Zeit (anfangs 10 Minuten, maximal 25 Minuten) vom Fluch befreit. In den sogenannten lila „Schutzzonen“ wird die Zeit gestoppt, außerdem gibt es rote Krüge, mit denen weitere Schutzzonen erzeugt werden können.
Innerhalb des Tempels befinden sich Phantome. Die Phantome wandeln auf vorgegebenen Pfaden auf einem Stockwerk herum. Insgesamt trifft Link auf drei unterschiedliche Arten von Phantomen: Blaue, „normale“ Phantome; Rote, die schneller sind als blaue Phantome; sowie Goldene die wiederum schneller und stärker als rote Phantome sind, und sich zu Link teleportieren können, sobald der von einem anderen Phantom gesichtet wurde. Die Phantome sind anfangs für Link unbesiegbar, mit dem Erhalt des Heroenbogens kann er sie kurzzeitig mit einem Schuss in den Rücken betäuben. Mit dem Erhalt des Phantomschwerts kann er sie auch zerstören.
Um sich von den Phantomen zu schützen, kann Link die Schutzzonen nutzen, da die Phantome dort nicht hinein und Link nicht sehen können. Nachdem Link die Hälfte des Tempels absolviert hat, entsteht eine Art Teleporter, mit der er direkt in die Mitte des Tempels zurückkehren kann.

## Mehrspieler
Der Mehrspielermodus ist mit einem „Capture the Flag“-Modus vergleichbar: Ein Spieler steuert Link, der in einem labyrinthähnlichen Raum drei Phantomen ausweichen muss. Ziel ist es, die auf der Karte verteilten „Force“-Kristalle einzusammeln und in eine Schutzzone in Spielerfarbe zu bringen. Der Spieler, der die Phantome steuert, versucht dies zu verhindern. Er steuert die Phantome allerdings nicht direkt, sondern zeichnet ihre Route auf der Karte ein. Die „Force“-Kristalle gibt es in mehreren Größen. Kleinere Kristalle sind leichter (lassen Link also schneller laufen), bringen aber auch weniger Punkte. Große Kristalle sind schwer (lassen Link daher langsam laufen), bringen aber auch sehr viele Punkte. Auf der Karte verteilt sind sowohl für Link, als auch für die Phantome Power-Ups verteilt. Sie beschleunigen etwa Link, machen ihn stärker, oder verteilen die neutralen Kristalle zufällig auf der Karte. Nachdem eine Runde durch Ablauf der Zeit oder der Gefangennahme von Link vorbei ist, werden die Seiten getauscht. Der gegnerische Spieler kann die eigenen Kristalle wegtragen, und sie durch Werfen in eine Schutzzone wieder neutralisieren. Nach je drei Runden ist das Spiel vorbei, der Spieler mit den meisten Punkten gewinnt. Der Mehrspielermodus ist sowohl lokal als auch online über die Nintendo Wi-Fi Connection möglich.

## Technik
Phantom Hourglass ist ein dreidimensionales Spiel im Cel-Shading-Grafik-Stil. Die visuelle Gestaltung von Spielfiguren und Umgebungen sind The Wind Waker nachempfunden. Der Spieler betrachtet das Geschehen meistens von oben, ähnlich wie in älteren 2D-Zelda-Spielen. Das Spiel ist eines der wenigen für den Nintendo DS, das fast alle Möglichkeiten des Systems konsequent ausnutzt. Neben der vollständigen Steuerung per Touchpen wird zum Beispiel das Mikrofon zum Ausblasen von Kerzen oder Wecken von Personen genutzt. In Bosskämpfen fungiert der Top-Screen meist als „Verlängerung“ des Touchscreens, um dem Spieler ein größeres Sichtfeld zu bieten.

## Entwicklung
Am 23. März 2006 gab Nintendo-Präsident Satoru Iwata in seinem Vortrag auf der Game Developers Conference den Namen The Legend of Zelda: Phantom Hourglass bekannt. Geleitet wurde die Entwicklung von Eiji Aonuma, der auch für Majora’s Mask, The Wind Waker und Twilight Princess verantwortlich zeichnete.
Bis zum 30. Dezember 2007 hat es sich 3,8 Millionen Mal verkauft.